# Уэлч (Западная Виргиния)
Уэлч (англ. Welch) — город в штате Западная Виргиния, США. Он является окружным центром округа Мак-Дауэлл. По переписи 2010 года в городе проживало 2406 человек.

## Географическое положение
Город находится у слияния рек Элкхорн-Крик и Таг-Форк в узкой долине. По данным Бюро переписи населения США город Уэлч имеет общую площадь в 15,64 км².

## История

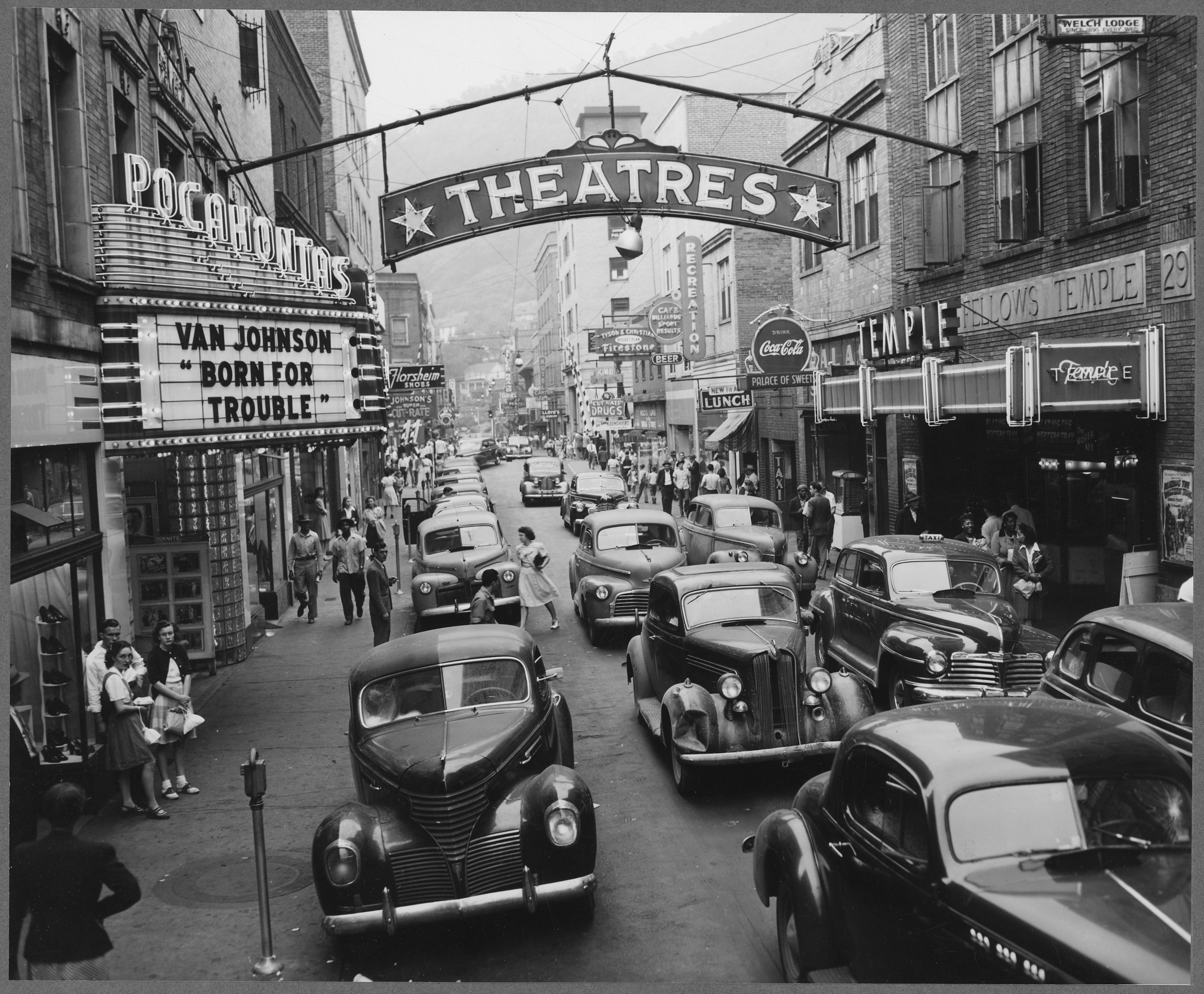
Субботний вечер в Уэлче, 1946 год

В начале XIX века территория была населена охотниками из центральной Виргинии, восточного Кентукки и западной части Северной Каролины. В 1873 году геолог Исайя Уэлч приехал в округ Мак-Дауэлл для оценки полезных ископаемых и других ресурсов округа. Он сообщил о большом количестве древесины и месторождениях угля в долинах рек Элкхорн-Крик и Таг-Форк, что привело к появлению в местности угледобывающих компаний. В 1891 году в округ была проведена железная дорога, проходящая через Уэлч.
В 1892 году Уэлч стал окружным центром, а в 1894 году он был инкорпорирован. Из-за расцвета угольной промышленности город очень быстро развивался, были открыты банки, магазины, церкви, школы, госпиталь. К 1930 годам население города превысило 5000 человек. После уменьшения количества рабочих мест на шахтах из-за механизации, население города пошло на спад. В конце XX — начале XXI веков произошло несколько наводнений. Исторический район Уэлча был внесён в Национальный реестр исторических мест в 1992 году.

## Население
По данным переписи 2010 года население Уэлча составляло 2406 человек (из них 53,4 % мужчин и 46,6 % женщин), было 984 домашних хозяйства и 554 семей. Расовый состав: белые — 84,5 %, афроамериканцы — 13,3 %, коренные американцы — 0,1 %, азиаты — 0,1 % и представители двух и более рас — 2,0 %.
Из 984 домашних хозяйств 38,7 % представляли собой совместно проживающие супружеские пары (10,3 % с детьми младше 18 лет), в 13,2 % домохозяйств женщины проживали без мужей, в 4,4 % домохозяйств мужчины проживали без жён, 43,7 % не имели семьи. В среднем домашнее хозяйство вели 2,11 человека, а средний размер семьи — 2,78 человека.
Население города по возрастному диапазону распределилось следующим образом: 15,5 % — жители младше 18 лет, 2,6 % — между 18 и 21 годами, 64,1 % — от 21 до 65 лет и 17,8 % — в возрасте 65 лет и старше. Средний возраст населения — 44 года. На каждые 100 женщин приходилось 114,4 мужчин, при этом на 100 совершеннолетних женщин приходилось уже 119,8 мужчин сопоставимого возраста.
В 2014 году из 2657 трудоспособных жителей старше 16 лет имели работу 678 человек. При этом мужчины имели медианный доход в 38 750 долларов США в год против 36 510 долларов среднегодового дохода у женщин. В 2014 году медианный доход на семью оценивался в 45 048 $, на домашнее хозяйство — в 27 368 $. Доход на душу населения — 15 105 $. 20,3 % от всего числа семей и 27,5 % от всей численности населения находилось на момент переписи за чертой бедности.
Динамика численности населения:
|  |

## Политика
Администрация города Уэлча сформирована в соответствии с законодательством Западной Виргинии. В главе 8 кодекса Западной Виргинии установлено, что мэр города должен выбираться большинством населения города на 4 года, мэр назначает офицеров и работников, хотя назначения могут быть оспорены Советом города. В 2011 году мэром города стала Реба Хонакер, она заменила на этом посту Марту Мур, которая возглавляла город с 1986 года. В Совет города входит 5 выборных членов.